# فولبيكس
فولبيكس، (بالإنجليزية: Voulpaix)‏، هي (بلدية) في قسم آن، في أوت دو فرانس، في شمال فرنسا.